# طواف اليابان 2019
طواف اليابان 2019  هو سباق دراجات هوائية، وهو الموسم رقم 22 من السباق، وأقيم خلال الفترة 19 مايو 2019، وحتى 26 مايو 2019، وامتدّ لمسافة 767.6 كيلومتر، وهو أحد سباقات طواف آسيا للدراجات 2019، وهو من نوع سباق المرحلة، وهو من نوع سباق الدراجات.
فاز فيه بالمركز الأول كريس هاربر (دراج)، وبالمركز الثاني بنجامين براديس، وبالمركز الثالث José Vicente Toribio ‏، والفائز في ترتيب التسلق Federico Zurlo ‏، والفائز حسب ترتيب النقاط للشباب كريس هاربر (دراج)، والفائز حسب ترتيب التسلق Filippo Zaccanti ‏، والفريق الفائز في ترتيب الفرق 2019 Ukyo.

## الفرق
| فريق قاري محترف- نيبو-فيني فانتيني-يوربا أوفيني ‏ فرق قارية (14)- Kinan Racing Team ‏ - تيرينجانو سايكلنج تيم ‏ - Bennelong SwissWellness Cycling Team p/b Cervelo ‏ - HKSI Pro Cycling Team ‏ - JCL Team Ukyo ‏ - Team Ljubljana Gusto Santic ‏ - Interpro Cycling Academy ‏ - جيوتي فيكتوريا سافيني ديو ‏ - Matrix Powertag ‏ - Team Bridgestone Cycling ‏ - Utsunomiya Blitzen ‏ - Shimano Racing Team ‏ - Aisan Racing Team ‏ - Sauerland NRW-SKS Germany ‏ فريق وطني- فريق اليابان لركوب الدراجات للرجال 2019‏ |  |
| |  |

## المراحل
| قائمة المراحل | قائمة المراحل | قائمة المراحل         | قائمة المراحل      | قائمة المراحل | قائمة المراحل     | قائمة المراحل     |
| المرحلة       | التاريخ       | الدورة                |                    | المسافة (كم)  | الفائز بالمرحلة   | القائد العام      |
| ------------- | ------------- | --------------------- | ------------------ | ------------- | ----------------- | ----------------- |
| مرحلة 1       | 19 مايو       | ساكاي – ساكاي         | فردي ضد الساعة     | 2٫6           | Atsushi Oka ‏      | Atsushi Oka ‏      |
| مرحلة 2       | 20 مايو       | كيوتو – كيوتو         | مرحلة جبلية متوسطة | 105           | Ayden Toovey ‏     | Ayden Toovey ‏     |
| مرحلة 3       | 21 مايو       | إنابه – إنابه         | مرحلة جبلية متوسطة | 127           | بين هيل           | بين هيل           |
| مرحلة 4       | 22 مايو       | مينو غيفو – مينو غيفو | مرحلة جبلية        | 139٫4         | ريمون كريدر       | بين هيل           |
| مرحلة 5       | 23 مايو       | إييدا – إييدا         | مرحلة جبلية        | 123٫6         | Federico Zurlo ‏   | بين هيل           |
| مرحلة 6       | 24 مايو       | فوجي – جبل فوجي       | مرحلة جبلية        | 36            | كريس هاربر (دراج) | كريس هاربر (دراج) |
| مرحلة 7       | 25 مايو       | إزو – إزو             | مرحلة جبلية        | 122           | بابلو توريس       | كريس هاربر (دراج) |
| مرحلة 8       | 26 مايو       | طوكيو – طوكيو         | مرحلة مستوية       | 112           | Kazushige Kuboki ‏ | كريس هاربر (دراج) |

## النتيجة

### مرحلة 1
هي مرحلة من نوع سباق فردي ضد الساعة، أجريت في 19 مايو 2019، وامتدّت لمسافة 2.6 كيلومتر فاز بالمرحلة Atsushi Oka ‏، ومتصدر الترتيب العام في نهاية المرحلة Atsushi Oka ‏.
| التصنيف العام         | التصنيف العام              | التصنيف العام | التصنيف العام                      | التصنيف العام |
| العداء                | العداء                     | البلد         | الفريق                             | الوقت         |
| --------------------- | -------------------------- | ------------- | ---------------------------------- | ------------- |
| 1                     | Atsushi Oka ‏               | اليابان       | Utsunomiya Blitzen                 | 3 دقيقة 06 ث  |
| 2                     | Kazushige Kuboki ‏          | اليابان       | Bridgestone                        | + 1 ث         |
| 3                     | Orluis Aular ‏              | فنزويلا       | Matrix Powertag                    | + 2 ث         |
| 4                     | ريمون كريدر                | هولندا        | Ukyo                               | + 3 ث         |
| 5                     | Adam Ťoupalík ‏             | التشيك        | Team Sauerland NRW p/b SKS Germany | + 4 ث         |
| 6                     | كريس هاربر (دراج)          | أستراليا      | BridgeLane                         | + 4 ث         |
| 7                     | Per Christian Münstermann ‏ | ألمانيا       | Team Sauerland NRW p/b SKS Germany | + 4 ث         |
| 8                     | Nariyuki Masuda ‏           | اليابان       | Utsunomiya Blitzen                 | + 4 ث         |
| 9                     | Ayden Toovey ‏              | أستراليا      | BridgeLane                         | + 4 ث         |
| 10                    | نيكولاس وايت               | جنوب أفريقيا  | BridgeLane                         | + 5 ث         |
| مصدر: ProCyclingStats |                            |               |                                    |               |

### مرحلة 2
هي مرحلة جبلية متوسطة، أجريت في 20 مايو 2019، وامتدّت لمسافة 105 كيلومتر فاز بالمرحلة Ayden Toovey ‏، ومتصدر الترتيب العام في نهاية المرحلة Ayden Toovey ‏.
| التصنيف العام         | التصنيف العام     | التصنيف العام | التصنيف العام                      | التصنيف العام |
| العداء                | العداء            | البلد         | الفريق                             | الوقت         |
| --------------------- | ----------------- | ------------- | ---------------------------------- | ------------- |
| 1                     | Ayden Toovey ‏     | أستراليا      | BridgeLane                         | 2 دقيقة 44 ث  |
| 2                     | Shōtarō Iribe ‏    | اليابان       | Shimano Racing                     | + 8 ث         |
| 3                     | Atsushi Oka ‏      | اليابان       | Utsunomiya Blitzen                 | + 19 ث        |
| 4                     | Filippo Zaccanti ‏ | إيطاليا       | Nippo-Vini Fantini-Faizanè         | + 19 ث        |
| 5                     | Kazushige Kuboki ‏ | اليابان       | Bridgestone                        | + 20 ث        |
| 6                     | Orluis Aular ‏     | فنزويلا       | Matrix Powertag                    | + 21 ث        |
| 7                     | ريمون كريدر       | هولندا        | Ukyo                               | + 22 ث        |
| 8                     | Adam Ťoupalík ‏    | التشيك        | Team Sauerland NRW p/b SKS Germany | + 23 ث        |
| 9                     | كريس هاربر (دراج) | أستراليا      | BridgeLane                         | + 23 ث        |
| 10                    | Nariyuki Masuda ‏  | اليابان       | Utsunomiya Blitzen                 | + 23 ث        |
| مصدر: ProCyclingStats |                   |               |                                    |               |

### مرحلة 3
هي مرحلة جبلية متوسطة، أجريت في 21 مايو 2019، وامتدّت لمسافة 127 كيلومتر فاز بالمرحلة بن هيل، ومتصدر الترتيب العام في نهاية المرحلة بن هيل.
| التصنيف العام         | التصنيف العام     | التصنيف العام | التصنيف العام                      | التصنيف العام |
| العداء                | العداء            | البلد         | الفريق                             | الوقت         |
| --------------------- | ----------------- | ------------- | ---------------------------------- | ------------- |
| 1                     | بين هيل           | أستراليا      | Ljubljana Gusto Santic             | 6 دقيقة 03 ث  |
| 2                     | Ayden Toovey ‏     | أستراليا      | BridgeLane                         | + 1 ث         |
| 3                     | Adam Ťoupalík ‏    | التشيك        | Team Sauerland NRW p/b SKS Germany | + 2 ث         |
| 4                     | Shōtarō Iribe ‏    | اليابان       | Shimano Racing                     | + 9 ث         |
| 5                     | Orluis Aular ‏     | فنزويلا       | Matrix Powertag                    | + 15 ث        |
| 6                     | Kazushige Kuboki ‏ | اليابان       | Bridgestone                        | + 18 ث        |
| 7                     | Atsushi Oka ‏      | اليابان       | Utsunomiya Blitzen                 | + 20 ث        |
| 8                     | ريمون كريدر       | هولندا        | Ukyo                               | + 23 ث        |
| 9                     | كريس هاربر (دراج) | أستراليا      | BridgeLane                         | + 24 ث        |
| 10                    | Nariyuki Masuda ‏  | اليابان       | Utsunomiya Blitzen                 | + 24 ث        |
| مصدر: ProCyclingStats |                   |               |                                    |               |

### مرحلة 4
هي مرحلة جبلية، أجريت في 22 مايو 2019، وامتدّت لمسافة 139.4 كيلومتر فاز بالمرحلة ريمون كريدر، ومتصدر الترتيب العام في نهاية المرحلة بن هيل.
| التصنيف العام         | التصنيف العام     | التصنيف العام | التصنيف العام                      | التصنيف العام |
| العداء                | العداء            | البلد         | الفريق                             | الوقت         |
| --------------------- | ----------------- | ------------- | ---------------------------------- | ------------- |
| 1                     | بين هيل           | أستراليا      | Ljubljana Gusto Santic             | 9 دقيقة 17 ث  |
| 2                     | Ayden Toovey ‏     | أستراليا      | BridgeLane                         | + 1 ث         |
| 3                     | Adam Ťoupalík ‏    | التشيك        | Team Sauerland NRW p/b SKS Germany | + 2 ث         |
| 4                     | Shōtarō Iribe ‏    | اليابان       | Shimano Racing                     | + 9 ث         |
| 5                     | Orluis Aular ‏     | فنزويلا       | Matrix Powertag                    | + 11 ث        |
| 6                     | Kazushige Kuboki ‏ | اليابان       | Bridgestone                        | + 12 ث        |
| 7                     | ريمون كريدر       | هولندا        | Ukyo                               | + 13 ث        |
| 8                     | Atsushi Oka ‏      | اليابان       | Utsunomiya Blitzen                 | + 20 ث        |
| 9                     | كريس هاربر (دراج) | أستراليا      | BridgeLane                         | + 24 ث        |
| 10                    | Nariyuki Masuda ‏  | اليابان       | Utsunomiya Blitzen                 | + 24 ث        |
| مصدر: ProCyclingStats |                   |               |                                    |               |

### مرحلة 5
هي مرحلة جبلية، أجريت في 23 مايو 2019، وامتدّت لمسافة 123.6 كيلومتر فاز بالمرحلة Federico Zurlo ‏، ومتصدر الترتيب العام في نهاية المرحلة بن هيل.
| التصنيف العام         | التصنيف العام     | التصنيف العام | التصنيف العام                      | التصنيف العام |
| العداء                | العداء            | البلد         | الفريق                             | الوقت         |
| --------------------- | ----------------- | ------------- | ---------------------------------- | ------------- |
| 1                     | بين هيل           | أستراليا      | Ljubljana Gusto Santic             | 12 دقيقة 28 ث |
| 2                     | Adam Ťoupalík ‏    | التشيك        | Team Sauerland NRW p/b SKS Germany | + 2 ث         |
| 3                     | ريمون كريدر       | هولندا        | Ukyo                               | + 7 ث         |
| 4                     | Shōtarō Iribe ‏    | اليابان       | Shimano Racing                     | + 9 ث         |
| 5                     | Orluis Aular ‏     | فنزويلا       | Matrix Powertag                    | + 11 ث        |
| 6                     | Federico Zurlo ‏   | إيطاليا       | Giotti Victoria-Palomar            | + 15 ث        |
| 7                     | كريس هاربر (دراج) | أستراليا      | BridgeLane                         | + 24 ث        |
| 8                     | Nariyuki Masuda ‏  | اليابان       | Utsunomiya Blitzen                 | + 24 ث        |
| 9                     | فرانسيسكو مانسبو  | إسبانيا       | Matrix Powertag                    | + 25 ث        |
| 10                    | بنجامين براديس    | إسبانيا       | Ukyo                               | + 26 ث        |
| مصدر: ProCyclingStats |                   |               |                                    |               |

### مرحلة 6
هي مرحلة جبلية، أجريت في 24 مايو 2019، وامتدّت لمسافة 36 كيلومتر فاز بالمرحلة كريس هاربر (دراج)، ومتصدر الترتيب العام في نهاية المرحلة كريس هاربر (دراج).
| التصنيف العام         | التصنيف العام         | التصنيف العام | التصنيف العام            | التصنيف العام  |
| العداء                | العداء                | البلد         | الفريق                   | الوقت          |
| --------------------- | --------------------- | ------------- | ------------------------ | -------------- |
| 1                     | كريس هاربر (دراج)     | أستراليا      | BridgeLane               | 13 دقيقة 51 ث  |
| 2                     | بنجامين براديس        | إسبانيا       | Ukyo                     | + 45 ث         |
| 3                     | Metkel Eyob ‏          | إريتريا       | Terengganu               | + 46 ث         |
| 4                     | Nariyuki Masuda ‏      | اليابان       | Utsunomiya Blitzen       | + 51 ث         |
| 5                     | José Vicente Toribio ‏ | إسبانيا       | Matrix Powertag          | + 1 دقيقة 00 ث |
| 6                     | فرانسيسكو مانسبو      | إسبانيا       | Matrix Powertag          | + 1 دقيقة 07 ث |
| 7                     | Drew Morey ‏           | أستراليا      | Terengganu               | + 1 دقيقة 34 ث |
| 8                     | Fung Ka Hoo ‏          | هونغ كونغ     | HKSI                     | + 1 دقيقة 36 ث |
| 9                     | سام كروم              | أستراليا      | Ukyo                     | + 1 دقيقة 49 ث |
| 10                    | Adrien Guillonnet ‏    | فرنسا         | Interpro Cycling Academy | + 1 دقيقة 59 ث |
| مصدر: ProCyclingStats |                       |               |                          |                |

### مرحلة 7
هي مرحلة جبلية، أجريت في 25 مايو 2019، وامتدّت لمسافة 122 كيلومتر فاز بالمرحلة بابلو توريس، ومتصدر الترتيب العام في نهاية المرحلة كريس هاربر (دراج).
| التصنيف العام         | التصنيف العام         | التصنيف العام | التصنيف العام            | التصنيف العام  |
| العداء                | العداء                | البلد         | الفريق                   | الوقت          |
| --------------------- | --------------------- | ------------- | ------------------------ | -------------- |
| 1                     | كريس هاربر (دراج)     | أستراليا      | BridgeLane               | 17 دقيقة 27 ث  |
| 2                     | بنجامين براديس        | إسبانيا       | Ukyo                     | + 40 ث         |
| 3                     | José Vicente Toribio ‏ | إسبانيا       | Matrix Powertag          | + 51 ث         |
| 4                     | فرانسيسكو مانسبو      | إسبانيا       | Matrix Powertag          | + 1 دقيقة 02 ث |
| 5                     | Drew Morey ‏           | أستراليا      | Terengganu               | + 1 دقيقة 29 ث |
| 6                     | سام كروم              | أستراليا      | Ukyo                     | + 2 دقيقة 03 ث |
| 7                     | Manabu Ishibashi ‏     | اليابان       | Bridgestone              | + 2 دقيقة 16 ث |
| 8                     | مارينو كوباياشي       | اليابان       | Giotti Victoria-Palomar  | + 2 دقيقة 45 ث |
| 9                     | Adrien Guillonnet ‏    | فرنسا         | Interpro Cycling Academy | + 3 دقيقة 25 ث |
| 10                    | Nariyuki Masuda ‏      | اليابان       | Utsunomiya Blitzen       | + 4 دقيقة 01 ث |
| مصدر: ProCyclingStats |                       |               |                          |                |

### مرحلة 8
هي مرحلة مسطحة، أجريت في 26 مايو 2019، وامتدّت لمسافة 112 كيلومتر فاز بالمرحلة Kazushige Kuboki ‏، ومتصدر الترتيب العام في نهاية المرحلة كريس هاربر (دراج).
| التصنيف العام         | التصنيف العام         | التصنيف العام | التصنيف العام            | التصنيف العام  |
| العداء                | العداء                | البلد         | الفريق                   | الوقت          |
| --------------------- | --------------------- | ------------- | ------------------------ | -------------- |
| 1                     | كريس هاربر (دراج)     | أستراليا      | BridgeLane               | 19 دقيقة 50 ث  |
| 2                     | بنجامين براديس        | إسبانيا       | Ukyo                     | + 40 ث         |
| 3                     | José Vicente Toribio ‏ | إسبانيا       | Matrix Powertag          | + 51 ث         |
| 4                     | فرانسيسكو مانسبو      | إسبانيا       | Matrix Powertag          | + 1 دقيقة 02 ث |
| 5                     | Drew Morey ‏           | أستراليا      | Terengganu               | + 1 دقيقة 29 ث |
| 6                     | سام كروم              | أستراليا      | Ukyo                     | + 2 دقيقة 03 ث |
| 7                     | Manabu Ishibashi ‏     | اليابان       | Bridgestone              | + 2 دقيقة 16 ث |
| 8                     | مارينو كوباياشي       | اليابان       | Giotti Victoria-Palomar  | + 2 دقيقة 45 ث |
| 9                     | Adrien Guillonnet ‏    | فرنسا         | Interpro Cycling Academy | + 3 دقيقة 25 ث |
| 10                    | Nariyuki Masuda ‏      | اليابان       | Utsunomiya Blitzen       | + 4 دقيقة 01 ث |
| مصدر: ProCyclingStats |                       |               |                          |                |

## التصنيف العام النهائي
| التصنيف العام         | التصنيف العام         | التصنيف العام | التصنيف العام            | التصنيف العام  |
| الدراج                | الدراج                | البلد         | الفريق                   | الوقت          |
| --------------------- | --------------------- | ------------- | ------------------------ | -------------- |
| 1.                    | كريس هاربر (دراج)     | أستراليا      | BridgeLane               | 19 دقيقة 50 ث  |
| 2.                    | بنجامين براديس        | إسبانيا       | Ukyo                     | + 40 ث         |
| 3.                    | José Vicente Toribio ‏ | إسبانيا       | Matrix Powertag          | + 51 ث         |
| 4.                    | فرانسيسكو مانسبو      | إسبانيا       | Matrix Powertag          | + 1 دقيقة 02 ث |
| 5.                    | Drew Morey ‏           | أستراليا      | Terengganu               | + 1 دقيقة 29 ث |
| 6.                    | سام كروم              | أستراليا      | Ukyo                     | + 2 دقيقة 03 ث |
| 7.                    | Manabu Ishibashi ‏     | اليابان       | Bridgestone              | + 2 دقيقة 16 ث |
| 8.                    | مارينو كوباياشي       | اليابان       | Giotti Victoria-Palomar  | + 2 دقيقة 45 ث |
| 9.                    | Adrien Guillonnet ‏    | فرنسا         | Interpro Cycling Academy | + 3 دقيقة 25 ث |
| 10.                   | Nariyuki Masuda ‏      | اليابان       | Utsunomiya Blitzen       | + 4 دقيقة 01 ث |
| مصدر: ProCyclingStats |                       |               |                          |                |

### تصنيف النقاط
| تصنيف النقاط          | تصنيف النقاط      | تصنيف النقاط | تصنيف النقاط                       | تصنيف النقاط |
| الدراج                | الدراج            | البلد        | الفريق                             | الوقت        |
| --------------------- | ----------------- | ------------ | ---------------------------------- | ------------ |
| 1.                    | Federico Zurlo ‏   | إيطاليا      | Giotti Victoria-Palomar            | 87 نقطة      |
| 2.                    | Kazushige Kuboki ‏ | اليابان      | Bridgestone                        | 80 نقطة      |
| 3.                    | ريمون كريدر       | هولندا       | Ukyo                               | 75 نقطة      |
| 4.                    | Orluis Aular ‏     | فنزويلا      | Matrix Powertag                    | 70 نقطة      |
| 5.                    | بين هيل           | أستراليا     | Ljubljana Gusto Santic             | 59 نقطة      |
| 6.                    | Adam Ťoupalík ‏    | التشيك       | Team Sauerland NRW p/b SKS Germany | 45 نقطة      |
| 7.                    | بابلو توريس       | إسبانيا      | Interpro Cycling Academy           | 41 نقطة      |
| 8.                    | Ayden Toovey ‏     | أستراليا     | BridgeLane                         | 33 نقطة      |
| 9.                    | فرانسيسكو مانسبو  | إسبانيا      | Matrix Powertag                    | 31 نقطة      |
| 10.                   | سلفادور غوارديولا | إسبانيا      | Kinan                              | 29 نقطة      |
| مصدر: ProCyclingStats |                   |              |                                    |              |

### تصنيف الجبال
| تصنيف الجبال          | تصنيف الجبال          | تصنيف الجبال | تصنيف الجبال               | تصنيف الجبال |
| الدراج                | الدراج                | البلد        | الفريق                     | الوقت        |
| --------------------- | --------------------- | ------------ | -------------------------- | ------------ |
| 1.                    | Filippo Zaccanti ‏     | إيطاليا      | Nippo-Vini Fantini-Faizanè | 33 نقطة      |
| 2.                    | كريس هاربر (دراج)     | أستراليا     | BridgeLane                 | 15 نقطة      |
| 3.                    | إميل ديمة ‏            | رومانيا      | Giotti Victoria-Palomar    | 12 نقطة      |
| 4.                    | Joan Bou ‏             | إسبانيا      | Nippo-Vini Fantini-Faizanè | 10 نقطة      |
| 5.                    | بنجامين براديس        | إسبانيا      | Ukyo                       | 10 نقطة      |
| 6.                    | Adrien Guillonnet ‏    | فرنسا        | Interpro Cycling Academy   | 8 نقطة       |
| 7.                    | Nariyuki Masuda ‏      | اليابان      | Utsunomiya Blitzen         | 8 نقطة       |
| 8.                    | José Vicente Toribio ‏ | إسبانيا      | Matrix Powertag            | 6 نقطة       |
| 9.                    | فرانسيسكو مانسبو      | إسبانيا      | Matrix Powertag            | 6 نقطة       |
| 10.                   | Florian Hudry ‏        | فرنسا        | Interpro Cycling Academy   | 6 نقطة       |
| مصدر: ProCyclingStats |                       |              |                            |              |

## تصنيف الفرق

### الفرق حسب الوقت
| تصنيف الفرق حسب الوقت | تصنيف الفرق حسب الوقت      | تصنيف الفرق حسب الوقت | تصنيف الفرق حسب الوقت |
| الفريق                | الفريق                     | البلد                 | الوقت                 |
| --------------------- | -------------------------- | --------------------- | --------------------- |
| 1.                    | Ukyo                       | اليابان               | 59 س 37 دقيقة 53 ث    |
| 2.                    | Matrix Powertag            | اليابان               | + 1 دقيقة 41 ث        |
| 3.                    | Interpro Cycling Academy   | اليابان               | + 8 دقيقة 14 ث        |
| 4.                    | BridgeLane                 | أستراليا              | + 13 دقيقة 32 ث       |
| 5.                    | Terengganu                 | ماليزيا               | + 19 دقيقة 14 ث       |
| 6.                    | Nippo-Vini Fantini-Faizanè | إيطاليا               | + 20 دقيقة 17 ث       |
| 7.                    | Giotti Victoria-Palomar    | رومانيا               | + 37 دقيقة 57 ث       |
| 8.                    | Kinan                      | اليابان               | + 41 دقيقة 52 ث       |
| 9.                    | Shimano Racing             | اليابان               | + 50 دقيقة 28 ث       |
| 10.                   | Utsunomiya Blitzen         | اليابان               | + 1 س 07 دقيقة 40 ث   |
| مصدر: ProCyclingStats |                            |                       |                       |

## تصانيف فرعية

### تصنيف أفضل شاب
| تصنيف أفضل شاب        | تصنيف أفضل شاب    | تصنيف أفضل شاب | تصنيف أفضل شاب                     | تصنيف أفضل شاب     |
| الدراج                | الدراج            | البلد          | الفريق                             | الوقت              |
| --------------------- | ----------------- | -------------- | ---------------------------------- | ------------------ |
| 1.                    | كريس هاربر (دراج) | أستراليا       | BridgeLane                         | 19 س 49 دقيقة 57 ث |
| 2.                    | Drew Morey ‏       | أستراليا       | Terengganu                         | + 1 دقيقة 29 ث     |
| 3.                    | مارينو كوباياشي   | اليابان        | Giotti Victoria-Palomar            | + 2 دقيقة 45 ث     |
| 4.                    | سكوت بودن         | أستراليا       | BridgeLane                         | + 7 دقيقة 07 ث     |
| 5.                    | Orluis Aular ‏     | فنزويلا        | Matrix Powertag                    | + 7 دقيقة 36 ث     |
| 6.                    | Adam Ťoupalík ‏    | التشيك         | Team Sauerland NRW p/b SKS Germany | + 7 دقيقة 41 ث     |
| 7.                    | Florian Hudry ‏    | فرنسا          | Interpro Cycling Academy           | + 8 دقيقة 52 ث     |
| 8.                    | Joan Bou ‏         | إسبانيا        | Nippo-Vini Fantini-Faizanè         | + 13 دقيقة 38 ث    |
| 9.                    | Fung Ka Hoo ‏      | هونغ كونغ      | HKSI                               | + 13 دقيقة 48 ث    |
| 10.                   | Dylan Sunderland ‏ | أستراليا       | BridgeLane                         | + 14 دقيقة 59 ث    |
| مصدر: ProCyclingStats |                   |                |                                    |                    |

## وصلات خارجية
- لمحة عن سباق طواف اليابان 2019 على موقع  ProCyclingStats   (برو  سايكلنج  ستاتس) - إحصاءات  محترفي  الدراجات.
- طواف اليابان 2019 على موقع إحصائيات الدراجات الإحترافية (الإنجليزية)